# Refuge Barmasse
Le refuge Barmasse se trouve dans le Valtournenche, une vallée latérale du val d'Aoste, dans les Alpes pennines italiennes, à 2 169 mètres d'altitude.

## Histoire
La construction eut lieu en 1965.

## Caractéristiques et informations
Il se trouve près du lac de Tsignanaz.
Il fait partie de la Haute Route n°1.

## Accès
À partir du hameau Valmartin de Valtournenche (1 495 mètres), on remonte jusqu'au lac de Cignanaz. Il peut être rejoint également à partir de Torgnon.

## Ascensions
- Lac de Balanselmoz - 2 750 mètres